# Dingosa simsoni
Espèce
Synonymes
- Lycosa simsoni Simon, 1898

Dingosa simsoni est une espèce d'araignées aranéomorphes de la famille des Lycosidae.

## Distribution
Cette espèce est endémique d'Australie.

## Description
Les mâles mesurent de 7,80 à 12,75 mm et les femelles de 8,40 à 15,00 mm.

## Publication originale
- Simon, 1898 : Descriptions d'arachnides nouveaux des familles des Agelenidae, Pisauridae, Lycosidae et Oxyopidae. Annales de la Société entomologique de Belgique, vol. 42, p. 1-34 (texte intégral).